# Haus der Universität Düsseldorf

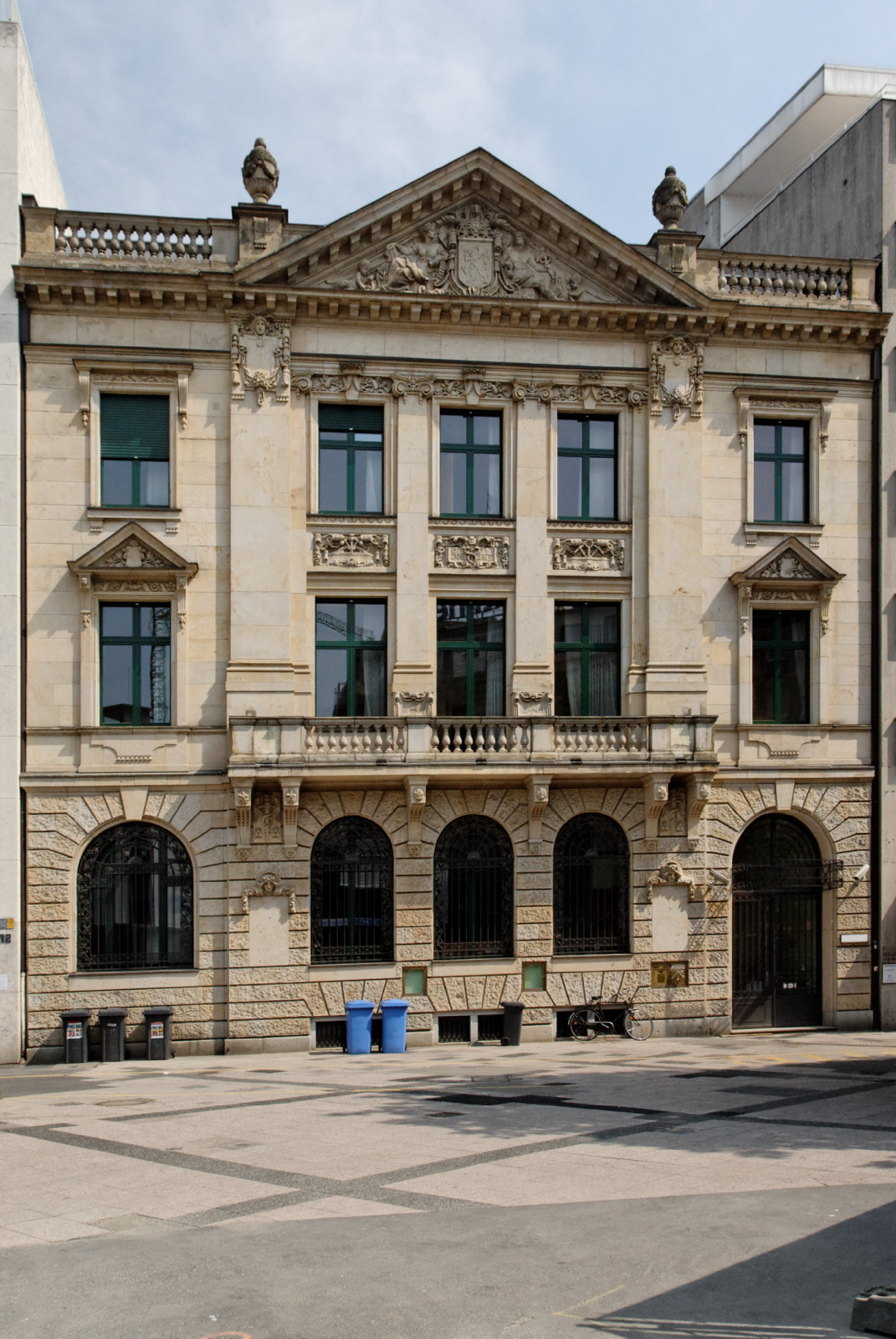
Gebäude Schadowplatz 14 (2011, vor dem Umbau)

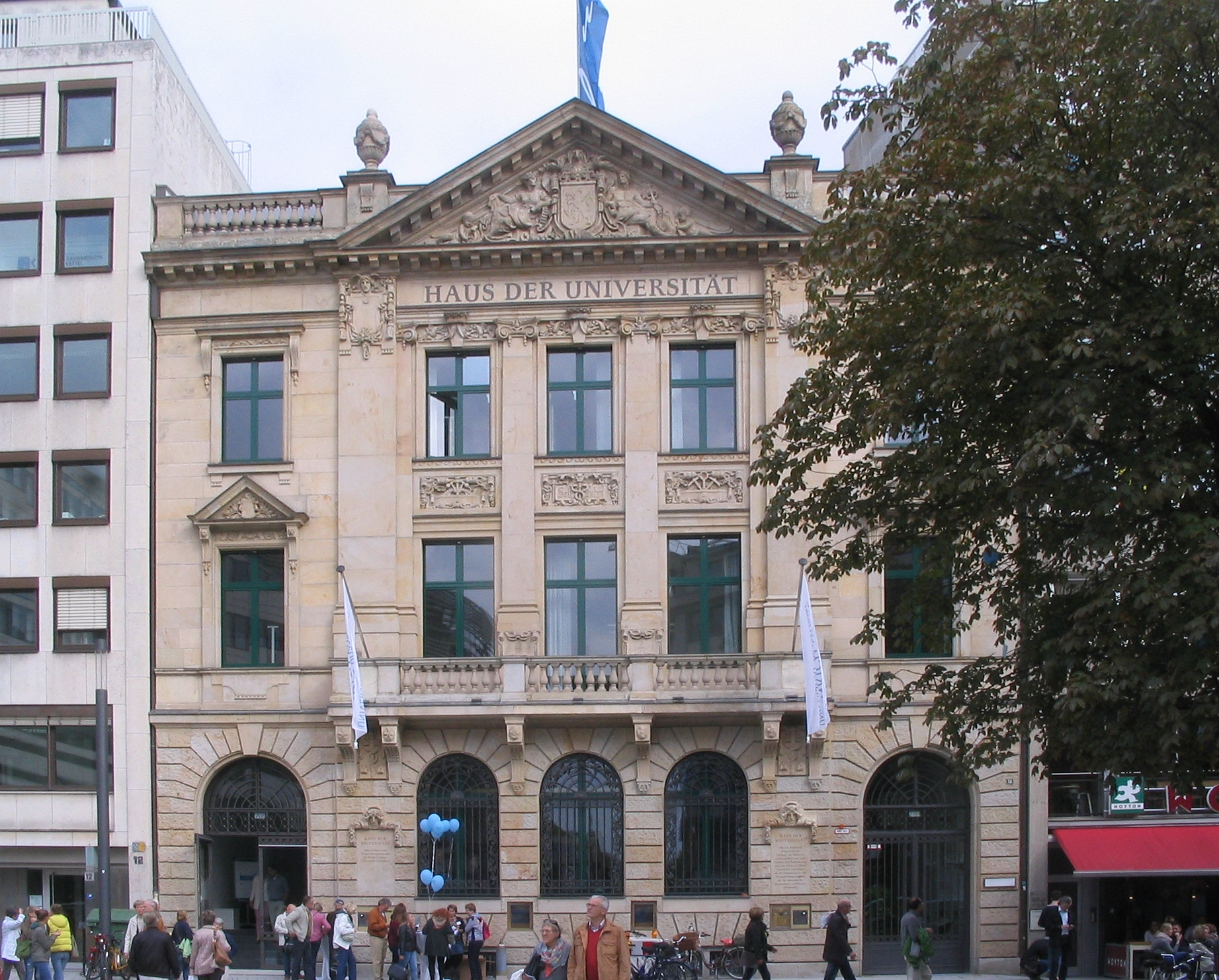
Haus der Universität im September 2013

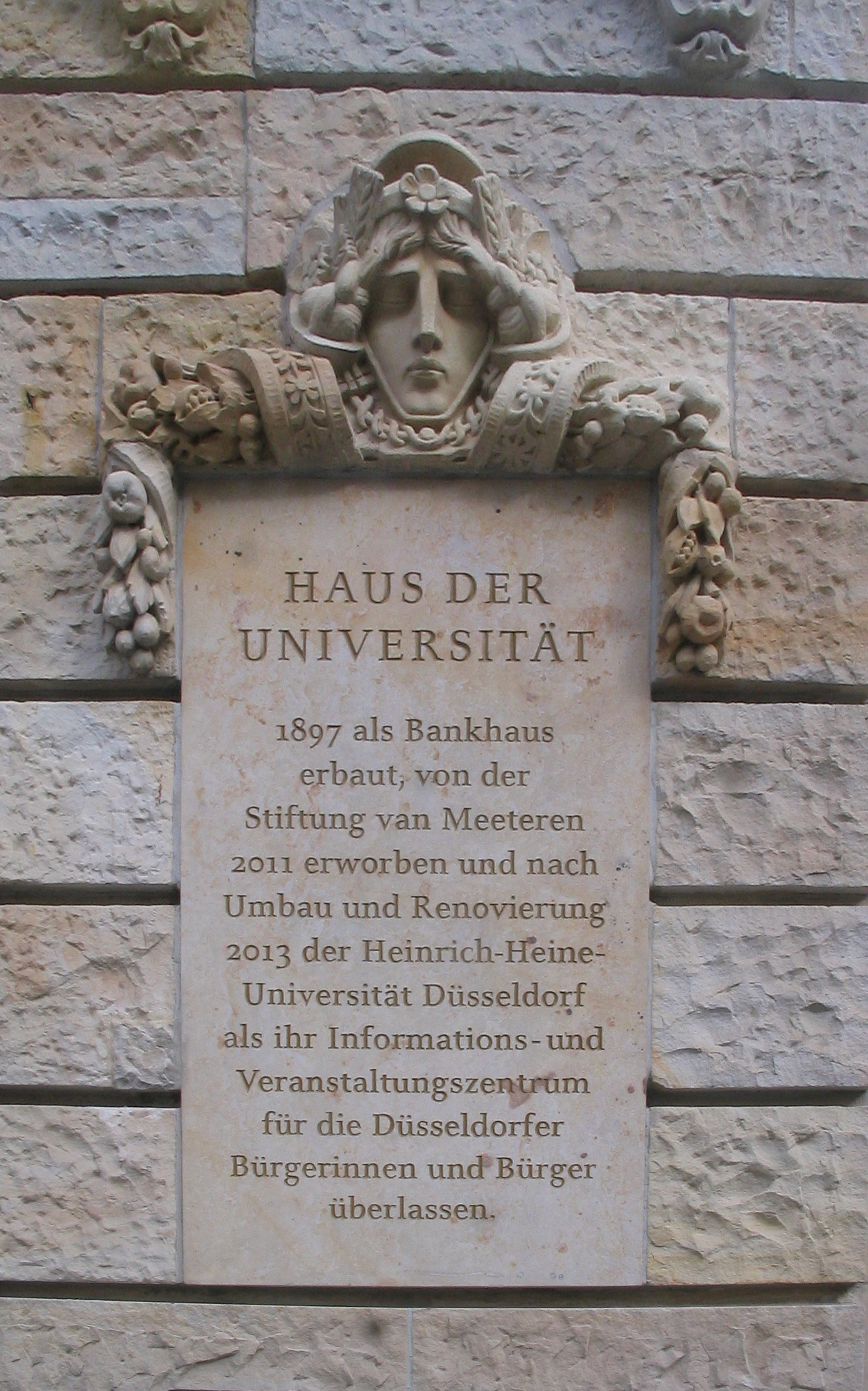
Erinnerungs- und Widmungstafel aus dem Jahr 2013

Das Haus der Universität am Düsseldorfer Schadowplatz 14 (vormals 12) ist eine Einrichtung der Heinrich-Heine-Universität Düsseldorf. 

## Geschichte
Das Haus der Universität wurde am 20. September 2013 eröffnet. Es finden dort öffentliche Veranstaltungen, Tagungen, Ausstellungen, Konzerte und Studienberatung statt. Mit dem Haus und seiner Einrichtung im Stadtteil Stadtmitte erhielt die Universität, deren Campus im Stadtteil Bilk weniger zentral angesiedelt ist, die Möglichkeit, ihr Wissen in der Stadtmitte und damit besser erreichbar mit der Öffentlichkeit zu teilen.
Untergebracht ist die Stiftung in einem denkmalgeschützten Palais. Dieses wurde 1896/1897 nach Plänen der Architekten Kayser, von Großheim und Wöhler im Stil der Neorenaissance als Gebäude der Niederrheinischen Bank erbaut. Zuletzt wurde es von der niederländischen GarantiBank genutzt. 2011 erwarb es die Stiftung van Meeteren für fünf Mio. Euro und ließ die 1082 m² Nutzfläche, darunter ein Vortragssaal mit 150 Plätzen und fünf Besprechungsräume mit insgesamt 90 Plätzen, für weitere fünf Mio. Euro durch den Architekten Volker Weuthen (Büro HPP) umgestalten.
Die Stiftung van Meeteren überlässt das Palais der Heinrich-Heine-Universität Düsseldorf bis zum 31. Dezember 2042 für vertraglich vereinbarte Zwecke. Betreiber des Hauses der Universität ist demnach die 2013 gegründete Stiftung Haus der Universität, die durch Ehrenbürger Udo van Meeteren und seine Ehefrau Irmel, durch die Gesellschaft von Freunden und Förderern der Heinrich-Heine-Universität Düsseldorf e.V. und durch die Landeshauptstadt Düsseldorf mit Mitteln ausgestattet wurde. Das Nutzungskonzept wurde maßgeblich von Georg Pretzler, Professor für Laser- und Plasmaphysik an der Heinrich-Heine-Universität, erarbeitet, der das Haus der Universität seit seiner Eröffnung leitet.